# Somatotropina
La somatotropina, nota anche come ormone somatotropo, ormone della crescita, STH, oppure SH o GH (growth hormone), è un ormone peptidico secreto dall'adenoipofisi composto da 191 amminoacidi. La sua principale funzione è di stimolare lo sviluppo dell'organismo dei vertebrati, promuovendo l'accrescimento e la divisione mitotica delle cellule di quasi tutti i tessuti corporei. 
La somatotropina umana è detta 
hGH (human Growth Hormone).
Una forma ricombinante di hGH  (INN) è usata come farmaco da prescrizione per il trattamento dei disturbi della crescita dei bambini e del deficit di ormone della crescita negli adulti. Negli Stati Uniti, è disponibile solo legalmente dalle farmacie, dietro prescrizione medica. Negli ultimi anni negli Stati Uniti, alcuni medici hanno iniziato a prescrivere l'ormone della crescita in pazienti anziani con deficit di GH (ma non su persone sane) per aumentare la vitalità. Nonostante sia legale, l'efficacia e la sicurezza di questo uso per lo hGH non sono state testate in studi clinici. In questo momento, lo hGH è ancora considerato un ormone molto complesso e molte delle sue funzioni sono ancora sconosciute.
Nel suo ruolo di agente anabolizzante, lo hGH è stato utilizzato dai concorrenti nello sport almeno dal 1982 ed è stato bandito dal CIO e dalla NCAA. L'analisi delle urine tradizionale non rileva il doping con hGH, quindi il divieto è rimasto inapplicabile fino ai primi anni del 2000, quando iniziarono a essere sviluppati esami del sangue che potevano distinguere tra hGH endogeno ed hGH esogeno. Gli esami del sangue condotti dalla WADA alle Olimpiadi del 2004 ad Atene, in Grecia, hanno preso di mira principalmente lo hGH.
Il GH è stato studiato per l'allevamento di bestiame in modo più efficiente nell'agricoltura industriale e sono stati fatti molti sforzi per ottenere l'approvazione governativa per l'uso di GH nella produzione di bestiame. Questi usi sono stati controversi. Negli Stati Uniti, l'unico uso approvato dalla FDA di GH per il bestiame è l'uso di una forma specifica di GH, chiamata somatotropina bovina, per aumentare la produzione di latte nelle vacche da latte.

## Nomenclatura
I nomi somatotropina (STH) o ormone somatotropo si riferiscono all'ormone della crescita prodotto naturalmente negli animali ed estratto da cadavere. L'ormone estratto dai cadaveri umani è abbreviato con hGH. Il principale ormone della crescita prodotto dalla tecnologia del DNA ricombinante ha il nome generico approvato somatropina (INN) e il marchio Humatrope ed è rhGH correttamente abbreviato nella letteratura scientifica. Dalla sua introduzione nel 1992, Humatrope è stato un agente dopante sportivo vietato.

## Fisiologia

### Genetica
I geni dell'ormone della crescita umano, noto come ormone della crescita 1 (somatotropina, ormone della crescita dell'ipofisi) e dell'ormone della crescita 2 (ormone della crescita placentare, variante dell'ormone della crescita), sono localizzati nel braccio lungo del cromosoma 17 (17q 22-24) e sono strettamente correlati ai geni della somatomammotropina corionica umana (noti anche come ormone lattogeno placentare). GH, somatomammotropina corionica umana e prolattina appartengono a un gruppo di ormoni omologhi con attività di crescita e lattogenesi.

### Funzione
Il GH provoca un aumento della sintesi proteica nelle cellule e della deposizione delle proteine nei tessuti nell'arco di pochi minuti. Tale effetto è mediato da diversi meccanismi. Il GH agisce su alcuni trasportatori di amminoacidi collocati sulla membrana plasmatica di molti tipi cellulari incrementandone l'attività e determinandone quindi un maggiore ingresso nel citoplasma. Il trasporto è in genere specifico per determinati amminoacidi, ma agendo su diversi recettori si crede che questo ormone sia in grado di incrementare il trasporto della maggior parte di essi.
Il GH stimola la traduzione degli mRNA cellulari anche in assenza di una concentrazione di amminoacidi superiore alla norma, determinando un aumento della sintesi proteica da parte dei ribosomi; inoltre a lungo termine (1-2 giorni) aumenta la trascrizione del DNA in mRNA e conseguentemente la loro traduzione. Conseguentemente alla mobilizzazione di lipidi, allo scopo di produrre energia il GH risparmia le riserve proteiche, risparmiandole o ritardandone la degradazione. Per queste ragioni la somatotropina è utilizzata dai culturisti che vogliono aumentare la propria massa muscolare. Tale pratica è molto pericolosa in quanto la somministrazione esogena determina atrofia delle cellule dell'adenoipofisi preposte alla secrezione.
Il GH stimola la liberazione di acidi grassi dal tessuto adiposo e ne aumenta quindi la concentrazione nei liquidi corporei. Questa azione catabolizzante può contribuire a lungo termine all'aumento della massa magra poiché esso stimola l'utilizzo dei lipidi e acetil-CoA allo scopo di produrre energia. Dal momento che vengono utilizzati i lipidi per rispondere alle esigenze energetiche dell'organismo, questo ormone risparmia le riserve di proteine e di carboidrati. Possibili conseguenze della mobilizzazione dei lipidi possono essere steatosi epatica e chetosi, dovuta all'eccessiva produzione di acido acetacetico da parte del fegato.
Il GH riduce l'assorbimento del glucosio nei tessuti, in particolare nel tessuto muscolare e nel tessuto adiposo, aumenta la produzione di glucosio nel fegato. L'effetto diabetogeno del GH è causato dalla sua capacità di rendere le cellule resistenti all'azione dell'insulina. Le cellule quindi utilizzano meno glucosio e si verifica un aumento della glicemia. Un aumento della glicemia è un fattore inibente la secrezione di GH.
Al contrario del GH, l'IGF-1 diminuisce l'insulinoresistenza e diminuisce le possibilità di avere diabete mellito di tipo 2 e pancreatiti.
Il GH viene secreto soprattutto durante l'infanzia e la gioventù. Dopo i 20 anni, la sua sintesi diminuisce velocemente al punto che di solito la concentrazione di tale ormone in una persona di 50 anni è circa la metà di una di 20. Nell'uomo si osservano picchi secretori a cicli di 3-4 ore con valori massimi durante la notte ed in particolare nella prima fase del sonno profondo. In linea del tutto generale, le donne hanno maggiori livelli di GH e IGF-I rispetto agli uomini di pari età.

## Patologia
Durante l'infanzia, l'iposecrezione di GH determina nanismo ipofisario, mentre l'ipersecrezione causa gigantismo ipofisario; in tutti e due i casi le proporzioni corporee sono del tutto normali. Se l'ipersecrezione inizia dopo il termine dell'accrescimento, in genere a causa di un tumore, si ha acromegalia in cui le ossa della faccia, delle mani e dei piedi si ingrandiscono notevolmente.
Sino al 1990 si riteneva che l'iposecrezione nell'adulto non avesse effetti metabolici rilevanti, ma più recentemente si è accertato un suo effetto negativo sulla funzione sistolica a livello del miocardio.
Un utile test per valutare se la secrezione è fisiologica è il test da stimolazione con arginina (o altri amminoacidi), nel soggetto sano dovrebbe far aumentare i livelli circolanti di GH, ma, in caso di secrezioni patologiche e/o ectopiche questi rimarranno invariati.
Tramite il test da carico orale di glucosio invece si instaura un iperglicemia che inibisce la secrezione dell'ormone.

## Uso sperimentale
Alcuni studi scientifici mostrano come la somatotropina abbia azioni importanti anche sugli adulti soprattutto a carico dell'apparato locomotore, dell'assetto lipidico e del sistema nervoso. È stato visto ad esempio che migliora la mineralizzazione ossea, l'assetto lipidico e lo stato psicofisico generale. Sembra inoltre che il suo uso possa giovare ai pazienti con colite ulcerosa o nello scompenso cardiaco cronico sperimentale. L'innalzamento dei livelli di ormone della crescita con somatorelina dà benefici agli adulti con modesti difetti cognitivi.